# Салос (деревня, Ширвинтский район)
Салос (лит. Salos) — деревня в Яунюнском старостве Ширвинтского районного самоуправления Литвы. Находится в 1 км к юго-востоку от Яунюнай.

## Население
| Численность населения | Численность населения | Численность населения | Численность населения | Численность населения | Численность населения | Численность населения | Численность населения |
| 1905                  | 1931                  | 1959                  | 1970                  | 1979                  | 1989                  | 2001                  | 2011                  |
| --------------------- | --------------------- | --------------------- | --------------------- | --------------------- | --------------------- | --------------------- | --------------------- |
| 9                     | ↗12                   | ↗16                   | ↘7                    | ↘6                    | →6                    | ↘4                    | →4                    |